# Omphalotropis elegans
Omphalotropis elegans é uma espécie de gastrópode  da família Assimineidae.
É endémica de Guam.